# Cadlina flavomaculata
Cadlina flavomaculata is een slakkensoort uit de familie van de Cadlinidae. De wetenschappelijke naam van de soort werd voor het eerst geldig gepubliceerd in 1905 door MacFarland.